# Pistia
Pistia é um género botânico pertencente à família Araceae. Também chamada no Brasil de: erva-de-santa-luzia', repolho-d'água, alface-d'água e golfo.
Sua distribuição nativa é incerta, mas provavelmente ela está relacionada a área tropical. Possivelmente foi descrito pela primeira vez no rio Nilo, perto do Lago Vitória, no interior da África, no entanto ela este presente naturalmente, ou através da introdução humana, em diversos canais de água doce de quase todas as região tropicais e subtropicais do mundo. No Brasil, a alface d'água  está adaptada a diversas regiões.

## Uso ritual
Também utilizada como folha sagrada nos rituais da cultura afro brasileira, principalmente no preparo de água sagrada, denominada de Oju oró "olhos sagrado", pelo fato desta erva acompanhar toda iniciação na feitura de santo.

## Usos
- Essa espécie é passível de ser utilizada como alimentação, após uma série de tratamentos, suas folhas hidrofóbicas não podem ser ingeridas cruas, além do possível acumulo de metais pesados oriundo do corpo hídrico;
- Pode ser utilizada na produção de bio-gás;
- Espécie muito utilizada no processo de biorremediação;
- Potencial medicinal, podendo ser utilizada na geração de cremes para pele, poder diurético, bactericida e fungicida;
- Potencial paisagístico;
- Muito utilizada para abrigo de fauna.

## Classificação do gênero
| Sistema | Classificação                     | Referência               |
| ------- | --------------------------------- | ------------------------ |
| Linné   | Classe Gynandria, ordem Hexandria | Species plantarum (1753) |

- Pistia stratiotes